# فرید زیگانگیروف
فرید زیگانگیروف (روسی: Фарит Нургалиевич Зигангиров؛ زادهٔ ۱۵ august ۱۹۵۴ (۷۰ سال)) ورزشکار هاکی روی چمن اهل روسیه است.
وی در مسابقات کشوری و بین‌المللی در مجموع برندهٔ ۱ مدال نقره، ۱ مدال برنز شده‌است.